# Холодногорский район (Харьков)

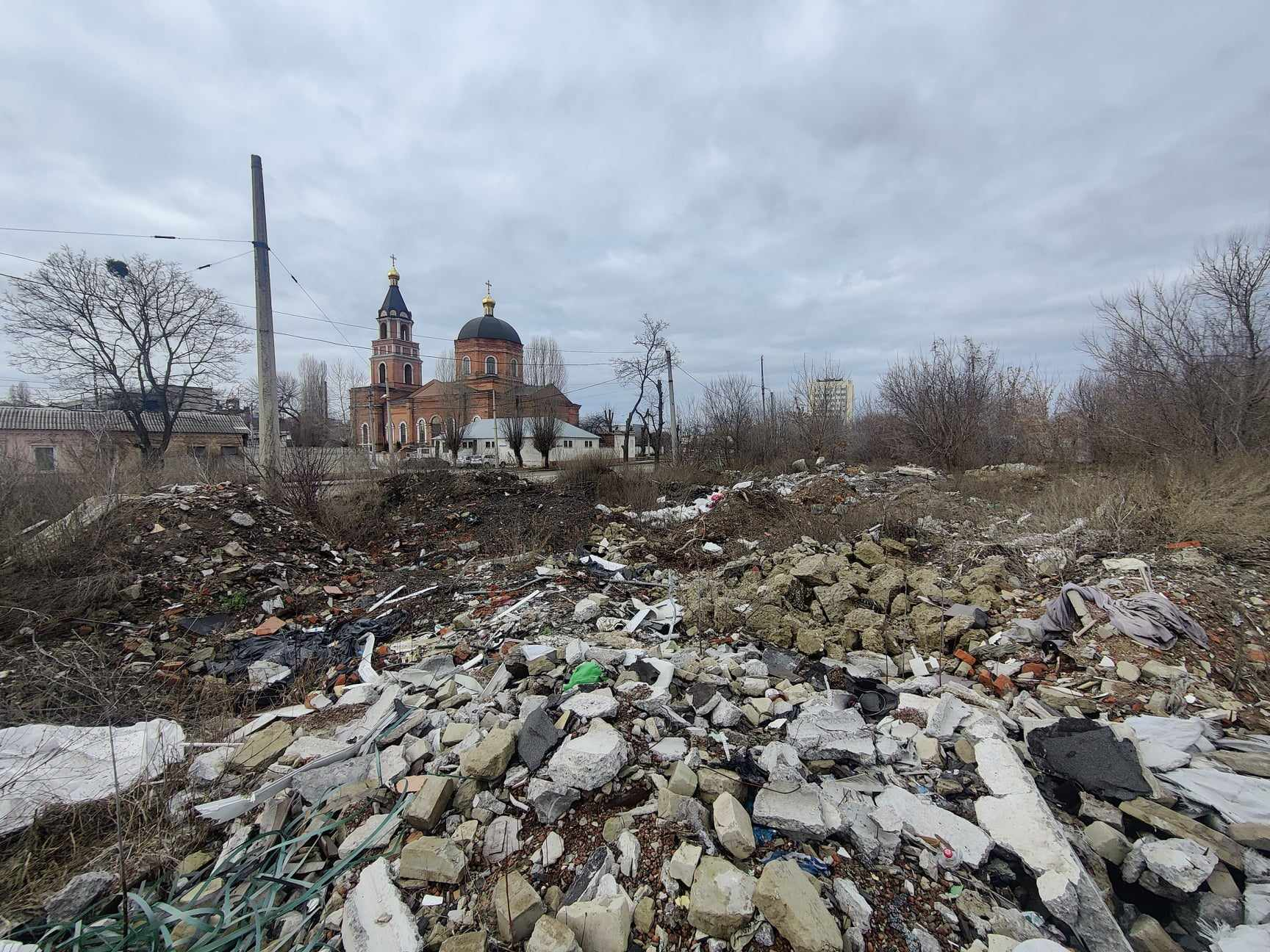
Храм Ивана Богослова на улице Панасовская

Холодногорский райо́н (укр. Холодногірський район) — административный район в западной части города Харькова. Образован в 1919 году, до 1929 года назывался Ивано-Лысогорский. В 1929 году решением Президиума Харьковского горсовета был назван Ленинским в честь В. И. Ленина. 2 февраля 2016 года был «декоммунизирован» и переименован в Холодногорский по названию исторической местности Холодная гора.
Занимает территорию 30,4 км², население составляет 91,3 тысяч человек. На территории района находится 357 улиц и переулков. Общее количество домов составляет 9635, длина дорог 182,7 км.
На территории района находятся исторические местности Холодная гора, Ивановка, Залютино, Лысая гора, Красный Октябрь.
В северно-западной части Холодногорский район граничит с Дергачёвским районом,
южной границей района служит улица Полтавский шлях,
восточной — река Лопань.

## Промышленность и транспорт
В районе находятся железнодорожные станции Харьков-Пассажирский и Харьков-Сортировочный, а также управление Южной железной дороги и управление Харьковского метрополитена.
Промышленность района представлена 61 предприятием, из них:
- машиностроение — 19 предприятий
- металлургия и обработка металла — 8 предприятий
- пищевая промышленность — 8 предприятий
- легкая промышленность — 7 предприятий
- производство дерева — 1 предприятие
- целлюлозно—бумажная и полиграфическая промышленность — 5 предприятий
- химическая и нефтехимическая промышленность — 5 предприятий
- производство тепла — 4 предприятия
- производство стройматериалов — 2 предприятия
- другое производство — 2 предприятия

## Социальная инфраструктура
В XVII—XIX веках на территории современного Холодногорского района жил известный украинский писатель Г. Ф. Квитка-Основьяненко, во второй гимназии получил среднее образование И. И. Мечников, работало много других выдающихся ученых, художников, административных, военных и государственных деятелей.
В районе работает 20 дошкольных учреждений, 12 общеобразовательных школ и специальная вечерняя общеобразовательная школа:
- Общеобразовательная школа № 126
- Харьковская специализированная школа № 108
- Харьковская специализированная школа № 87
- Общеобразовательная школа № 57
- Общеобразовательная школа № 67
- Харьковская специализированная школа № 18
- Харьковская гимназия № 152
- Харьковская гимназия № 86
- Общеобразовательная школа № 136
- Общеобразовательная школа № 69
- Харьковская гимназия № 13

### Техникумы, училища
Техникум молочной промышленности, медицинское училище Южной железной дороги, художественное училище, профессиональный лицей швейных технологий, профессиональный лицей железнодорожного транспорта, профессионально — техническое училище № 41.

## Досуг
В Холодногорском районе 6 музеев, 48 памятников архитектуры, 34 памятника. Есть два театра — Музыкальной комедии и Театр для детей и юношества, два кинотеатра , 8 централизованных библиотек, 9 парков и скверов, клубы и дома культуры (Дом науки и техники железнодорожников, гарнизонный Дом офицеров на 840 мест, Дом культуры микрорайона Новый быт).
Для занятий физкультурой и спортом в районе работает стадион и три дворца спорта. В районе функционирует 9 медицинских учреждений.